# Ferdinando Balzarro
Ferdinando Balzarro (Piacenza, 1º gennaio 1944) è uno scrittore, karateka e maestro di karate italiano.

## Biografia
Professore di Educazione Fisica. Nel 1965 divenne uno dei primi allievi del maestro giapponese di karate Hiroshi Shirai.
Nel 1967 Balzarro vinse a Vienna i campionati europei di kumite (combattimento libero) a squadre. Nel 1973 fece parte della squadra che vinse i campionati italiani di kumite della Federazione Fesika. Nel 1974 vinse il campionato italiano di kumite individuale ed arrivò al secondo posto in quello a squadre (insieme a Bruno Baleotti, Giuseppe Perlati, Roberto Baccaro e Rossano Ruffini). Nel 1975 arrivò terzo nella Coppa Italia di kumite.
Lasciata l'attività agonistica e divenuto maestro fonda l'Efeso Karate Club di Bologna. Nel 2005 gli viene conferito il grado di VIII dan, nel medesimo anno diviene direttore tecnico del settore karate-dō nella Federazione Italiana Arti Marziali.
Ferdinando Balzarro si è dedicato anche al paracadutismo sportivo, in particolare al paracadutismo acrobatico. È stato fra i dodici italiani che parteciparono al record mondiale di "Grande Formazione" nel dicembre 1999 ad Ubon (Thailandia).
Nel 2001 esordisce nella scrittura con il libro "Bagliore", a cui seguiranno altre opere, alcune delle quali hanno vinto premi letterari: nel 2002 il romanzo "Il sangue e l'anima" vince il Premio Fucecchio, nel 2005 "Punto vitale" vince il Premio Carver, "Il secondogenito" vince nel 2008 il Premio speciale Martina Franca Festival e nel 2009 il Premio Parolesia. Nel 2024, Vendetta infinita vince il Premio Internazionale Letteratura e Sport VerbumlandiArt insignito della Medaglia del Presidente della Repubblica

## Opere
- 2001 - Bagliore - Sovera Edizioni Roma
- 2001 - Il sangue e l'anima - Sovera Edizioni Roma - Vincitore del Premio Fucecchio 2002
- 2002 - Plenilunio - Sovera Edizioni Roma
- 2002 - Il solista - Sovera Edizioni Roma
- 2005 - Punto vitale - Sovera Edizioni Roma - Vincitore del Premio Carver 2005
- 2006 - Lupo - Prospettiva Editrice Roma
- 2007 - Cuore di diavolo - Prospettiva Editrice Roma
- 2008 - Il secondogenito - Sovera Edizioni Roma - Vincitore del Premio speciale Martina Franca Festival 2008 e Premio "Parolesia 2009
- 2009 - Il cane che aspettava le stelle - Sovera Edizioni Roma
- 2010 - Karate. Oltre la tecnica con Michele Scutaro, Ilio Semino, Sauro Somigli e Davide Nizza - OM edizioni Bologna
- 2011 - Il bene e il male: pensieri di un Maestro - OM edizioni Bologna
- 2012 - Bagliore 2 - Quando una vita non basta - Edizioni Mediterranee
- 2013 - con Eugenio Credidio - On the road... sulla via... dialoghi all'ombra del do - OM edizioni Bologna
- 2014 - Un sogno di nome Cristiana  - David and Matthaus Edizioni
- 2015 - Lupo - David and Matthaus Edizioni
- 2016 - Parola di maestro. Confessioni senza assoluzione - OM edizioni Bologna
- 2017 - Cuore di maestro - OM edizioni 2017
- 2018 - lI sesto giorno l'uomo creò Dio - OM edizioni 2018
- 2019 - Il corpo e la penna - OM edizioni 2019
- 2020 - Spazio Virus. Diario di una pandemia - OM edizioni 2020
- 2021 - La morte mi fa ridere - Giovane Holden Edizioni
- 2021 - Ali sporche - Brè Edizioni
- 2021 - In nomine filii - Giovane Holden Edizioni
- 2022 - Io sono tenebra - GAEditori
- 2024 - Vendetta infinita - Giovane Holden Edizioni
- 2025 - Metamorphosis - Giovane Holden Edizioni